# Élections générales boliviennes de 1979
Les élections générales boliviennes de 1979 ont lieu le dimanche 1er juillet 1979 en Bolivie. Comme aucun candidat n'a obtenu plus de cinquante pour cent des voix, il revenait au Congrès national de choisir le président parmi les candidats ayant obtenu le plus de voix. Il s'est toutefois révélé incapable de se mettre en accord pour choisir un candidat, il a donc finalement choisi Wálter Guevara Arze comme président intérimaire pour la durée d'une année, en attente de réaliser de nouvelles élections. Pourtant, Guevara Arze est délogé plus tard par un coup d'État militaire conduit par le colonel Alberto Natusch Busch le 31 octobre 1979.

## Système électoral
En même temps d'annoncer la nouvelle date des élections, le général Padilla informe que la Constitution en vigueur pour ces élections serait celle de 1967. Les conditions requises pour aspirer à une charge élective y sont d'ailleurs énoncées à son article 61:
- Être bolivien d'origine et avoir accompli son devoir militaire.
- Avoir vingt-cinq ans lors du jour de l'élection.
- Être inscrit sur le registre civique.
- Être candidat pour un parti politique ou pour un groupe civique représentatif des forces civiques du pays, avec une personnalité juridique reconnue, en formant un bloc ou un front avec les partis politiques.
- Ne pas avoir été condamné à peine corporelle, sauf si une réhabilitation a été accordée par le Sénat; ni être l'objet d'un acte d'accusation ou d'une déclaration de culpabilité; ni être compris dans les cas d'exclusion et d'incompatibilité établis par la loi.

L'âge minimal pour être sénateur est de trente-cinq ans (art. 64). Les candidats à la vice-présidence et à la présidence devaient se conformer aux mêmes exigences que celles requises pour les sénateurs (art. 88). Le mandat est de quatre ans ne pouvant être prorogés.

## Divisions électorales
Le décret 16095 du 11 janvier 1979 prescrit un minimum de cinq députés par département et un pour chaque 50 000 habitants (en excluant les capitales départementales) et il établit que chaque département doit élire trois sénateurs. Le décret 16331 du 5 avril 1979 établit la quantité de sièges de députés et sénateurs à assigner pour chaque département:
| Département | Sénateurs | Députés |
| ----------- | --------- | ------- |
| Chuquisaca  | 3         | 12      |
| La Paz      | 3         | 24      |
| Cochabamba  | 3         | 17      |
| Oruro       | 3         | 9       |
| Potosí      | 3         | 18      |
| Tarija      | 3         | 8       |
| Santa Cruz  | 3         | 15      |
| Beni        | 3         | 8       |
| Pando       | 3         | 6       |
| Total       | 27        | 117     |

## Campagne
Un total de 1378 candidats se s'ont présentés pour les 144 sièges du Congrès national. Diverses alliances se sont formées pour ces élections:
| Alliance                                                 | Partis                                                         |
| -------------------------------------------------------- | -------------------------------------------------------------- |
| Unité démocratique et populaire (UDP)                    | Parti communiste de Bolivie                                    |
| Unité démocratique et populaire (UDP)                    | Mouvement nationaliste révolutionnaire de gauche               |
| Unité démocratique et populaire (UDP)                    | Mouvement de la gauche nationale                               |
| Unité démocratique et populaire (UDP)                    | Alliance de la gauche nationale                                |
| Unité démocratique et populaire (UDP)                    | Mouvement populaire de libération nationale                    |
| Unité démocratique et populaire (UDP)                    | Mouvement de gauche révolutionnaire                            |
| Unité démocratique et populaire (UDP)                    | Parti révolutionnaire de la gauche nationaliste                |
| Unité démocratique et populaire (UDP)                    | Parti révolutionnaire des travailleurs de Bolivie              |
| Unité démocratique et populaire (UDP)                    | Parti socialiste–Atahuichi                                     |
| Unité démocratique et populaire (UDP)                    | Mouvement révolutionnaire Túpac Katari                         |
| Alliance populaire pour l'intégration nationale (APIN)   | Mouvement agraire révolutionnaire de la paysannerie bolivienne |
| Alliance populaire pour l'intégration nationale (APIN)   | Phalange socialiste bolivienne                                 |
| Mouvement nationaliste révolutionnaire –Alliance (MNR-A) | Parti révolutionnaire authentique                              |
| Mouvement nationaliste révolutionnaire –Alliance (MNR-A) | Parti démocrate-chrétien                                       |
| Mouvement nationaliste révolutionnaire –Alliance (MNR-A) | Parti communiste de Bolivie (marxiste-léniniste)               |
| Mouvement nationaliste révolutionnaire –Alliance (MNR-A) | Mouvement nationaliste révolutionnaire                         |
| Mouvement nationaliste révolutionnaire –Alliance (MNR-A) | Mouvement révolutionnaire Túpac Katari–Chila                   |

## Intentions de vote
| Sondage   | Date         | Siles Zuazo (UDP) | Paz Estenssoro (MNR-A) | Banzer Suárez (ADN) | Bernal (APIN) | Quiroga (PS-1) |
| --------- | ------------ | ----------------- | ---------------------- | ------------------- | ------------- | -------------- |
| El Diario | 13 juin 1979 | 28,29%            | 20,92%                 | 20,52%              | 6,77%         | 5,58%          |

## Résultats
Le résultat du scrutin constitue un relatif match nul entre Hernán Siles Zuazo de la coalition Unité démocratique et populaire et Víctor Paz Estenssoro de la coalition Mouvement nationaliste révolutionnaire (dans laquelle l'autre acteur majeur était le Parti démocrate-chrétien (PDC)). Comme aucun des candidats n'a obtenu la majorité absolue des votes valides, le Congrès national aurait dû nommer le nouveau président de la République. Conformément à la Constitution en vigueur, les trois candidats ayant obtenu le plus de votes étaient susceptibles d'être nommés. Après diverses tours de scrutin entre les parlementaires, il a été impossible de parvenir à une majorité absolue. Le sénateur du Beni Guillermo Tineo de l'Action démocratique nationaliste, a proposé que le président de la Chambre des sénateurs occupe le poste de président par intérim durant un an et que celui-ci ait l'obligation de convoquer de nouvelles élections en 1980. De cette manière, Walter Guevara Arze est désigné président et commence son mandat le 9 août 1979. Son intérim n'a pourtant duré moins de trois mois.
L'impossibilité du Congrès de déterminer un candidat présidentiel était davantage due au déploiement de stratégies politiques qu'à une réelle incapacité des politiciens ou à leur manque de vision sur un éventuel gouvernement de coalition. Pour les partis concernés, l'élection de Guevara Arze représentait un moindre mal par rapport à la victoire d'un opposant et signifiait un report des élections sans renoncer aux aspirations de pouvoir de chacun.
|                                     |                                                 |                                                      |           |        |         |           |
| Candidats                           | Candidats                                       | Parti                                                | Votes     | %      | Députés | Sénateurs |
|                                     | Hernán Siles Zuazo Jaime Paz Zamora             | Unité démocratique et populaire                      | 528 696   | 35,99  | 38      | 8         |
|                                     | Víctor Paz Estenssoro Luis Ossio Sanjinés       | Mouvement nationaliste révolutionnaire–Alliance      | 527 184   | 35,89  | 48      | 16        |
|                                     | Hugo Banzer Suárez Mario Rolón Anaya            | Action démocratique nationaliste                     | 218 857   | 14,88  | 19      | 3         |
|                                     | Marcelo Quiroga Santa Cruz Jaime Taborga        | Parti socialiste-1                                   | 70 765    | 4,82   | 5       |           |
|                                     | René Bernal Escalante Mario Gutierréz Gutierréz | Alliance populaire pour l'intégration nationale      | 60 262    | 4,10   | 5       |           |
|                                     | Luciano Tapia Quisbert Eufronio Vélez Magne     | Mouvement révolutionnaire Túpac Katari de libération | 28 344    | 1,93   | 1       |           |
|                                     | Walter Gonzáles Valda Benjamín Saravia          | Parti de l'Union bolivienne                          | 18 560    | 1,26   | 1       |           |
|                                     | Ricardo Catoira Marín Filemón Escobar Escobar   | Avant-garde ouvrière                                 | 16 560    | 1,13   |         |           |
| Votes valides                       | Votes valides                                   | Votes valides                                        | 1 468 958 | 78,26  |         |           |
| Votes blancs                        | Votes blancs                                    | Votes blancs                                         | 54 896    | 3,24   |         |           |
| Votes nuls                          | Votes nuls                                      | Votes nuls                                           | 168 960   | 9,98   |         |           |
| Total des votes exprimés            | Total des votes exprimés                        | Total des votes exprimés                             | 1 692 814 | 90,19  | 117     | 27        |
| Inscrits                            | Inscrits                                        | Inscrits                                             | 1 876 920 | 100,00 |         |           |
| Abstention                          | Abstention                                      | Abstention                                           | 184 106   | 9,81   |         |           |
| Source: Atlas électoral de Bolivie. |                                                 |                                                      |           |        |         |           |

### Confirmation par le Congrès (août 1979)
| Candidat présidentiel | Candidat présidentiel            | Partis                 | Sénateurs | Députés | Total |
| --------------------- | -------------------------------- | ---------------------- | --------- | ------- | ----- |
|                       | Hernán Siles Zuazo (MNRI)        | UDP                    | 8         | 38      | 46    |
|                       | Víctor Paz Estenssoro (MNR)      | MNR-A                  | 16        | 48      | 64    |
|                       | Hugo Banzer Suárez (Indépendant) | ADN                    | 3         | 19      | 22    |
| Ne vote pas           | Ne vote pas                      | PS-1, APIN, MITKA, PUB | 0         | 12      | 12    |
| Total                 | Total                            | Total                  | 27        | 117     | 144   |

Après six votes, aucun des candidats n'a obtenu la majorité requise. À la suite de cela, le Mouvement nationaliste révolutionnaire propose le 6 août 1979, le président du Sénat, Walter Guevara Arze, comme président intérimaire durant un an. Proposition qui fut acceptée par tous les partis hormis le Parti socialiste-1 (PS-1) et le Mouvement révolutionnaire Túpac Katari (MITKA),.

## Répartition des sièges par département

### Députés
| Parti                       | Chuquisaca | La Paz | Cochabamba | Oruro | Potosí | Tarija | Santa Cruz | Beni | Pando | Total |
| --------------------------- | ---------- | ------ | ---------- | ----- | ------ | ------ | ---------- | ---- | ----- | ----- |
| ADN                         | 1          | 4      | 3          | 1     | 2      | 1      | 2          | 3    | 2     | 19    |
| APIN                        | 0          | 1      | 1          | 1     | 0      | 0      | 1          | 1    | 0     | 5     |
| MITKA                       | 0          | 1      | 0          | 0     | 0      | 0      | 0          | 0    | 0     | 1     |
| MNR                         | 5          | 4      | 5          | 4     | 9      | 6      | 9          | 3    | 3     | 48    |
| PS-1                        | 1          | 1      | 2          | 0     | 1      | 0      | 0          | 0    | 0     | 5     |
| PUB                         | 0          | 0      | 1          | 0     | 0      | 0      | 0          | 0    | 0     | 1     |
| UDP                         | 5          | 13     | 5          | 3     | 6      | 1      | 3          | 1    | 1     | 38    |
| Total                       | 12         | 24     | 17         | 9     | 18     | 8      | 15         | 8    | 6     | 117   |
| Source: Tribunal électoral. |            |        |            |       |        |        |            |      |       |       |

### Sénateurs
| Parti                       | Chuquisaca | La Paz | Cochabamba | Oruro | Potosí | Tarija | Santa Cruz | Beni | Pando | Total |
| --------------------------- | ---------- | ------ | ---------- | ----- | ------ | ------ | ---------- | ---- | ----- | ----- |
| ADN                         | 0          | 0      | 0          | 0     | 0      | 1      | 0          | 1    | 1     | 3     |
| MNR                         | 2          | 1      | 1          | 2     | 2      | 2      | 2          | 2    | 2     | 16    |
| UDP                         | 1          | 2      | 2          | 1     | 1      | 0      | 1          | 0    | 0     | 8     |
| Total                       | 3          | 3      | 3          | 3     | 3      | 3      | 3          | 3    | 3     | 27    |
| Source: Tribunal électoral. |            |        |            |       |        |        |            |      |       |       |